# James McGhee
James McGhee (ur. 2 kwietnia 1862 w Lugar, zm. 31 lipca 1941 w Filadelfii) – szkocki piłkarz grający na pozycji napastnika, trener piłkarski. Był m.in. Hibernian F.C., a potem trener klubu Heart of Midlothian, w latach 1908–1909.